# L'Article 382
Pour plus de détails, voir Fiche technique et Distribution.
L'Article 382 est un film français de moyen métrage réalisé en 1933 par Christian-Jaque, sorti en 1934.

## Synopsis
Un juge d'instruction se fait voler sa montre en rentrant chez lui en pleine nuit mais pas question de se laisser faire : il bouscule l'inconnu et récupère son bien. Quelle n'est pas sa surprise lorsqu'il apprend que son « agresseur » n'est autre que... la Président de la Cour ! Comment dès lors se comporter avec cet auguste et déconcertant personnage ?

## Fiche technique
- Titre : L'Article 382
- Titre alternatif : La Montre
- Réalisation : Christian-Jaque
- Scénario et dialogues : Jean-Henri Blanchon, d'après sa pièce en trois actes Soyez le bienvenu
- Photographie : Émile Salle
- Producteur : M. Kraemer
- Production : K. F. (Kraemer Films)
- Format : Noir et blanc - Son mono (procédé Kraemer, licence : Thomson Houston) - 1,37:1 - 35 mm (positif et négatif)
- Durée : 45 minutes (exploité dans une version de 35 minutes)
- Dates de sortie :
  - France - 11 mai 1934
  - reprise : le 7 juin 1935

## Distribution
- Pierre Etchepare
- Simone Bourday
- Marcel Maupi
- Jean Kolb
- François Carron
- Jacques Derives
- Micky Damremont
- Charles Lemontier
- Henry Laverne